# Revelation 666 - The Curse of Damnation
Revelation 666 - The Curse of Damnation è il quarto album in studio del gruppo black metal norvegese Old Man's Child, pubblicato nel 2000.

## Tracce
1. Phantoms of Mortem Tales – 5:35
2. Hominis Nocturna – 5:22
3. In Black Endless Void – 4:27
4. Unholy Vivid Innocence – 5:06
5. Passage to Pandemonium – 4:13
6. Obscure Divine Manifestation – 4:20
7. World Expiration – 6:06
8. Into Silence Embrace – 5:02

## Formazione
- Galder - voce, chitarra, synth
- Jardar - chitarre
- Memnoch - basso
- Tjodalv - batteria
- Grimar - batteria